# Station Gundershoffen
Station Gundershoffen is een spoorwegstation in de Franse gemeente Gundershoffen. Het station is gelegen op de lijn van Straatsburg naar Niederbronn. Daarnaast vormt het station een halte van de buslijn van Haguenau naar Bitche.